# Victor Poupin
Pour les articles homonymes, voir Poupin.
Victor Poupin, né à Paris le 3 janvier 1838 et mort à Châtelneuf (Jura) le 29 juin 1906, est un homme politique et homme de lettres français, conseiller général du canton de Champagnole en 1883, député du Jura de 1885 à 1898.

## Biographie
Avocat à la cour impériale de Paris, il se tourne à partir de 1860 vers le journalisme et devient un ardent promoteur de la lecture publique en fondant les éditions de la Bibliothèque démocratique, de la Bibliothèque des prolétaires et de la Bibliothèque des libres-penseurs.
Dramaturge, traducteur, journaliste et essayiste, il est un ardent propagandiste des idées socialistes et républicaines. Il contribue avec Jean Macé et Emmanuel Vauchez à la création de la Ligue de l'enseignement, dont il sera le secrétaire du cercle parisien.
En 1870, avec Victor Hugo, Garibaldi et Louis Blanc, il crée l'Union démocratique anticléricale et organise en 1881 avec Maria Deraismes le premier Congrès anticlérical du Grand Orient de France, présidé par Victor Schœlcher.
Aux élections législatives de 1898, il soutient la candidature de son cousin Émile Cère dans l'arrondissement de Saint-Claude.
Il est inhumé à Châtelneuf.

## Principales publications
- Les Labourdière (1789-1859), 1864
- La Guerre (1870-1871). Première partie : l'Empire, 1871
- Les Princes d'Orléans, 1872
- Le Mandat impératif, 1873
- Le Droit divin, 1874
- Albert Collignon. In : Albert Collignon, Diderot, sa vie et son œuvre, Paris, Librairie de la Bibliothèque démocratique, 1875. Courte biographie.
- L'Internationale noire : histoire populaire illustrée des Jésuites, avec Narcisse Blanpain et Léon Gambetta, 2 volumes, 1879

Romans et récits
- Un mariage entre mille, 1862
- Un chevalier d'amour, 1865
- Un bal à l'Opéra, 1867
- La Dot de Madame, 1886

Théâtre
- Don Pèdre, comédie-bouffe en 1 acte, en vers, imitée de L'Amour peintre, Paris, Théâtre des Jeunes Artistes, 18 avril 1860

Traduction
- Juvénal : Satires, 1866
- Cicéron : De la République, 1869

## Sources
- « Victor Poupin », dans Adolphe Robert et Gaston Cougny, Dictionnaire des parlementaires français, Edgar Bourloton, 1889-1891 [détail de l’édition]